# 達季萬克修道院
達季萬克修道院，又名胡塔萬克修道院（意為「丘陵上的修道院」）是一所建於9至13世紀之間，位於阿塞拜疆境內克爾巴賈爾區的亚美尼亚人僧院 。

## 歷史與建築
達季萬克修道院最早是由使徒猶達·達陡的弟子聖達迪（St. Dadi）所創建，在公元1世紀時，聖達迪致力於亞美尼亞的東部一帶傳播基督教。9世紀時該修道院於文獻中被首次提及。2007年7月，在修道院的主教堂聖壇底下發現了聖達迪的墳墓。除此之外，哈琴公国的王子亦被埋葬於修道院教堂的前廳下方。
達季萬克修道院屬於亚美尼亚使徒教会的阿爾察赫教區，內部由聖阿斯特瓦扎津（St. Astvadzadzin）大教堂、小教堂和其他一些建築物所組成。除了幾幅繪製於13世紀的壁畫以外，主教堂的牆壁還刻有亞美尼亞語的文字。而達季萬克修道院內興建於1214年的大教堂南面立牆上，另刻有亞美尼亞文字的淺浮雕，文字記述下一名公主為了紀念他的兒子，而捐獻教堂的內容。此外據保羅·庫內奧（Paolo Cuneo）所述，達季萬克修道院與甘扎萨尔修道院二者，是當地可以找到半身像的兩座修道院之一（這些半身像人物可能是修道院的捐助者）。
2001年10月8日，歐洲理事會議員大會在16名議員的要求下，提出第9256號動議。該動議中提到：「在克爾巴賈爾地區的古蹟持續遭受破壞，當地的穆斯林們，把達季萬克修道院視為亞美尼亞基督教信仰的殘存遺物，並極盡所能地摧毀該所修道院」。

### 現代時期
1994年，在第一次納戈爾諾-卡拉巴赫戰爭結束後，達季萬克修道院重新對外開放。2004年，亞美尼亞裔美國人出身的女商人伊黛爾·霍夫納尼安（Edele Hovnanian）出資幫助修復該所修道院，其中教堂的修復工作於2005年完工。由一名來自伊朗德黑兰的亞美尼亞人埃迪克·亞伯拉罕（Edik Abrahamian）負責教堂的相關修整工程。
2017年8月，之前曾在達季萬克修道院進行修復的意大利專家再次返回當地，繼續整修與清理修道院的工作。日前，他們已經順利修復了四座教堂以及當中的壁畫，同時計劃復原教堂門口的銘文和裝飾。預計在2020年將完成全數的修復工程。
但是，因為2020年納戈爾諾-卡拉巴赫戰爭而簽訂停火協議的緣故，亞美尼亞人依據協議中的規定，必須從達季萬克修道院撤軍並將周邊的克爾巴賈爾地區歸還給阿塞拜疆政府，為此達季萬克修道院的院長決定將修道院裡包括鐘和亚美尼亚十字架石等珍貴的基督教藝術作品運送至亞美尼亞。在亞美尼亞軍隊撤出克爾巴賈爾地區之後，修道院隨即被交接給俄罗斯的維和部隊負責保護。亞塞拜然軍隊正式入駐當地後，亞塞拜然國防部在 2020年11月28日發布了一段自修道院內拍攝的影片。同時亞塞拜然當局允許亞美尼亞籍的修道院僧侶繼續留在修道院裡。2020年12月4日，亞塞拜然境內乌迪人族裔的代表造訪了達季萬克修道院並在院中舉行祈禱儀式。而在拜訪修道院結束後的隔日，乌迪人東正教社區的副主席拉菲格·達納卡里（Rafig Danakari）被任命為修道院的教士。

## 圖集

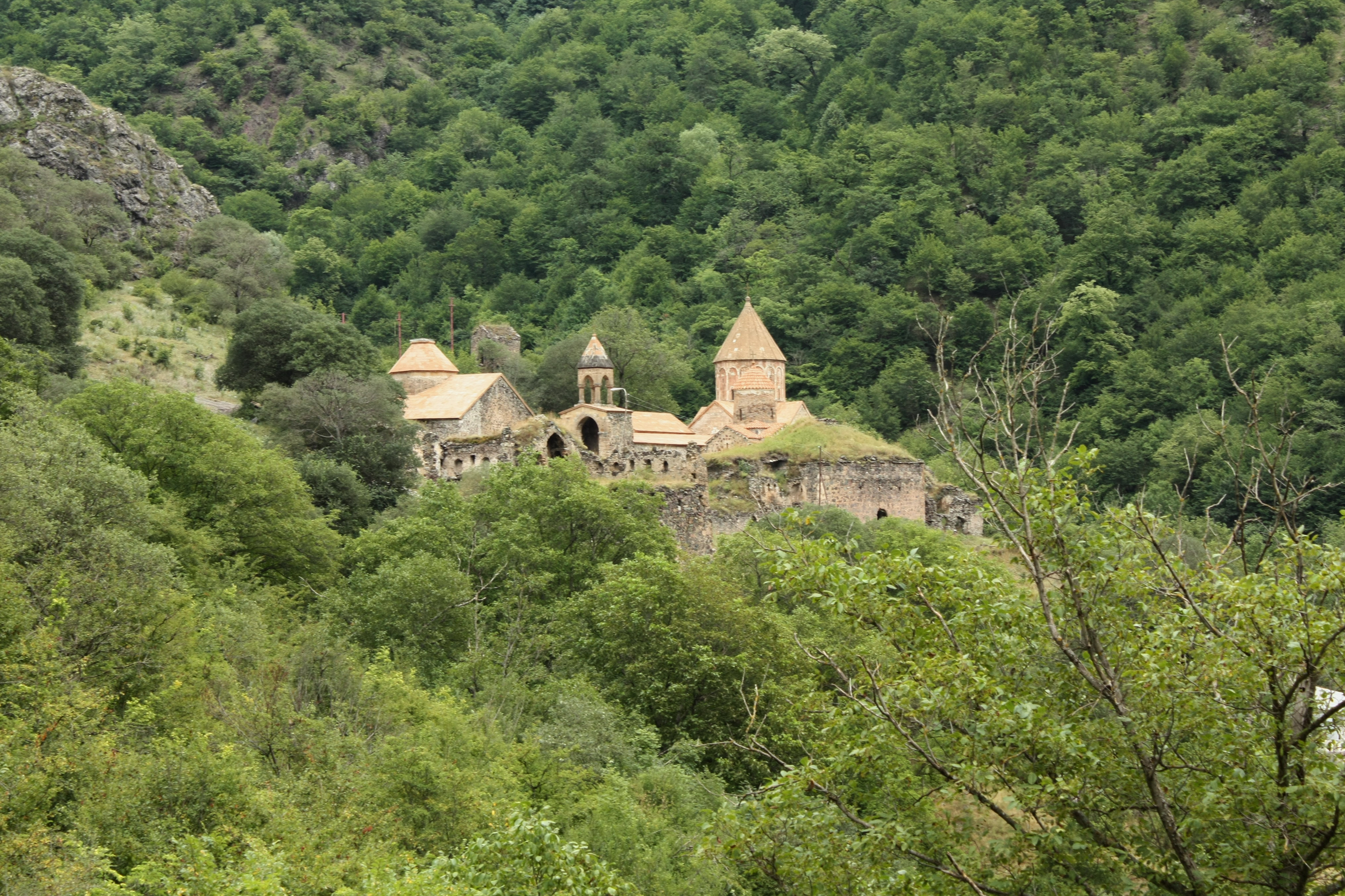
遠眺達季萬克修道院
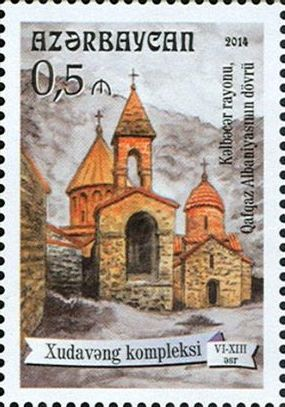
亞塞拜然發行的達季萬克修道院郵票
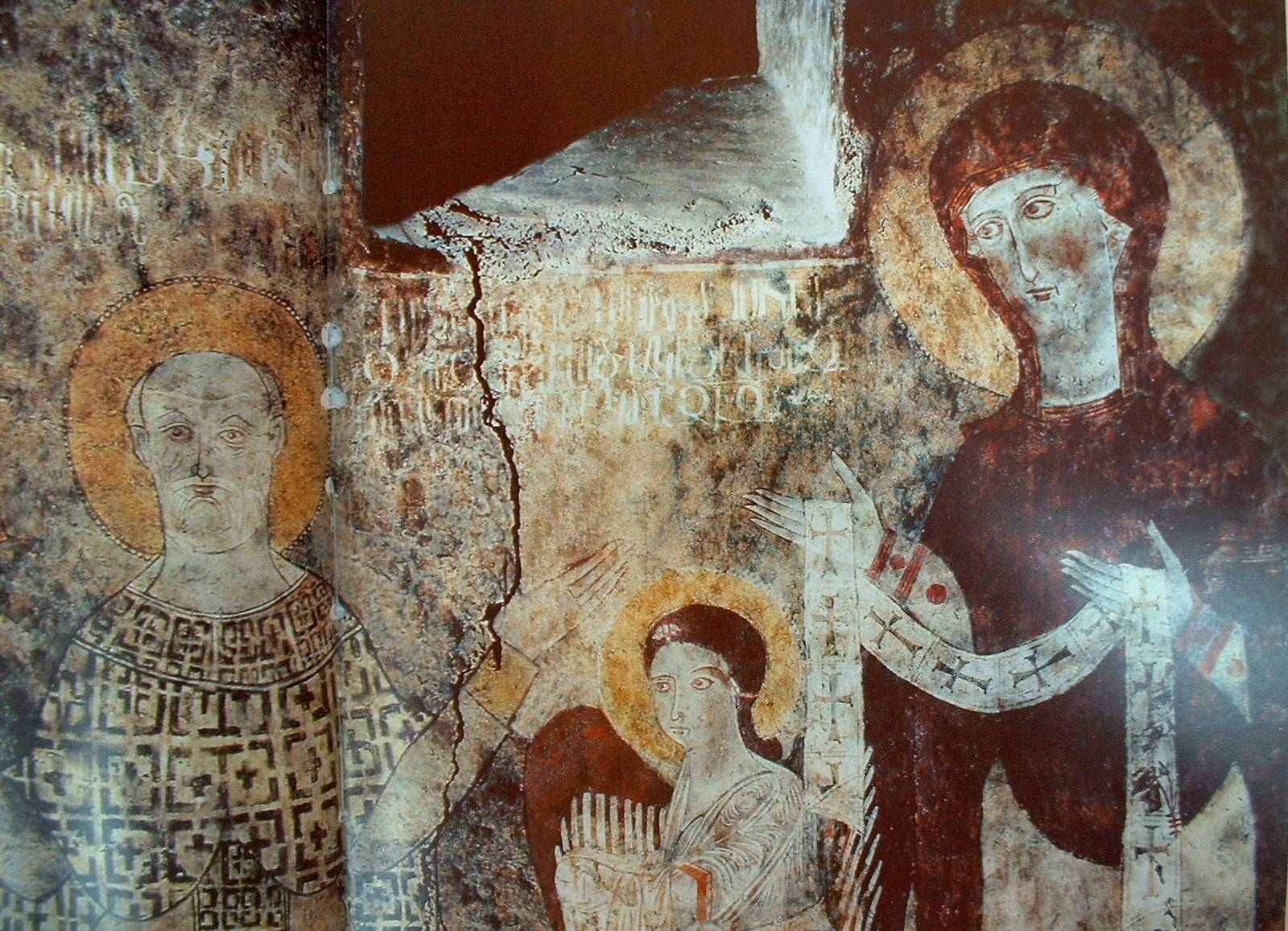
修道院裡一幅13世紀的壁畫，上方刻有亚美尼亚语文字，為中世紀哈琴公国統治時期的作品
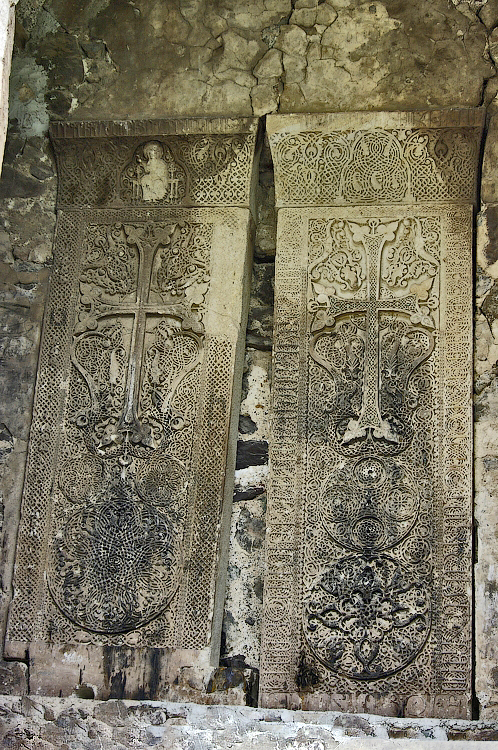
修道院內古老的亚美尼亚十字架石
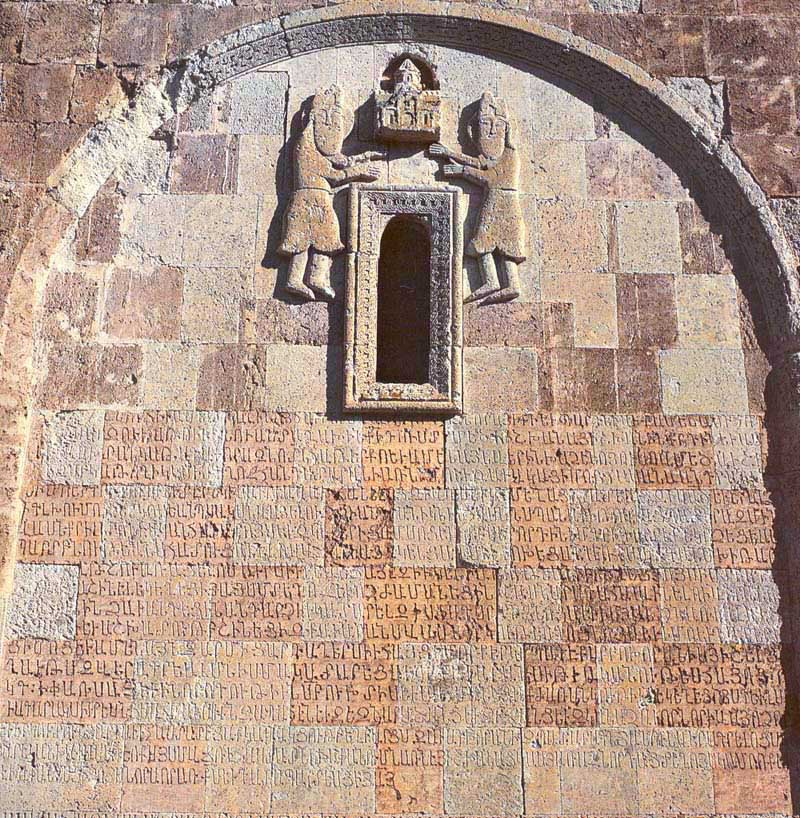
一面刻有13世紀亞美尼亞銘文的的牆壁
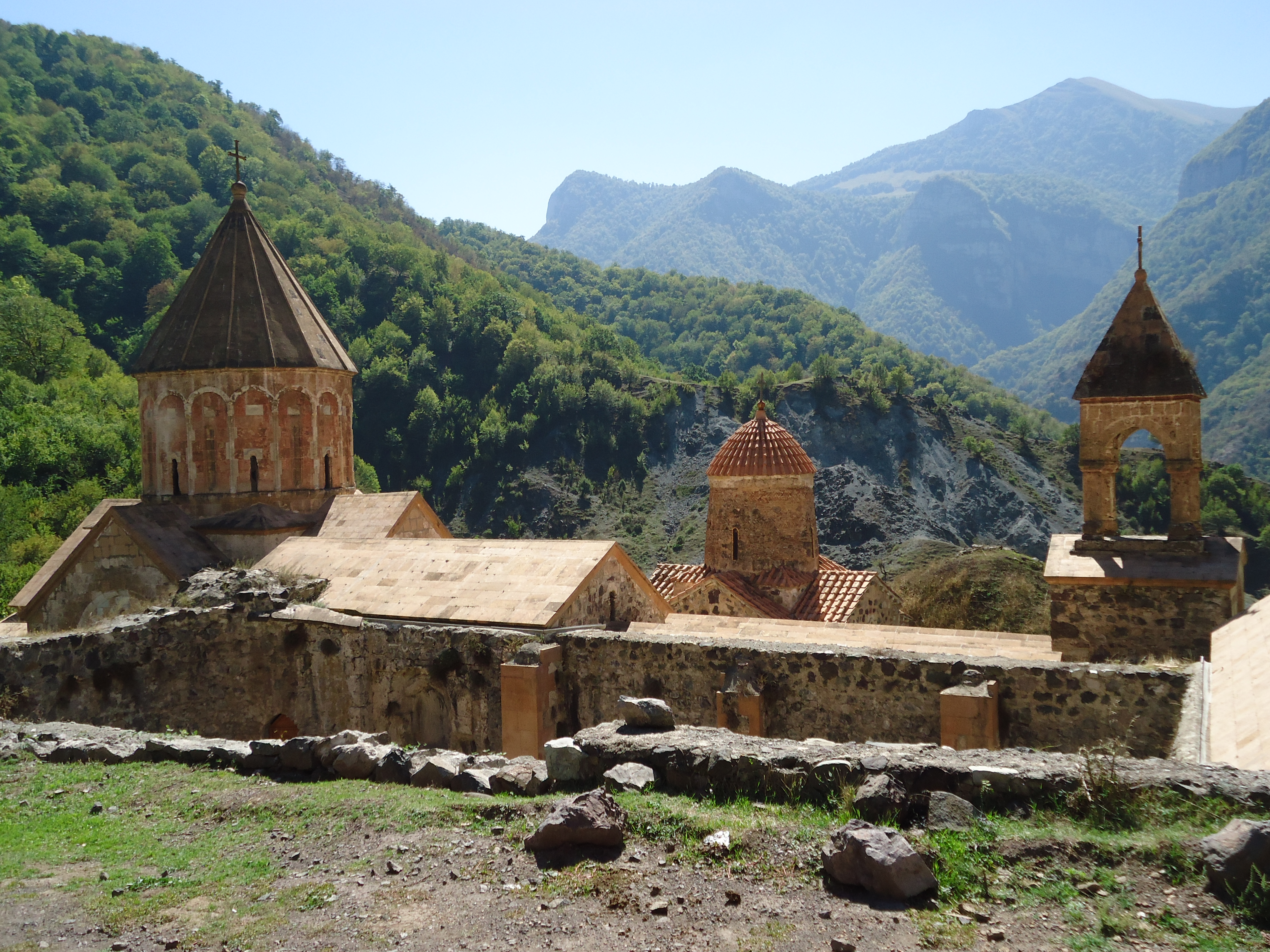
達季萬克修道院一景
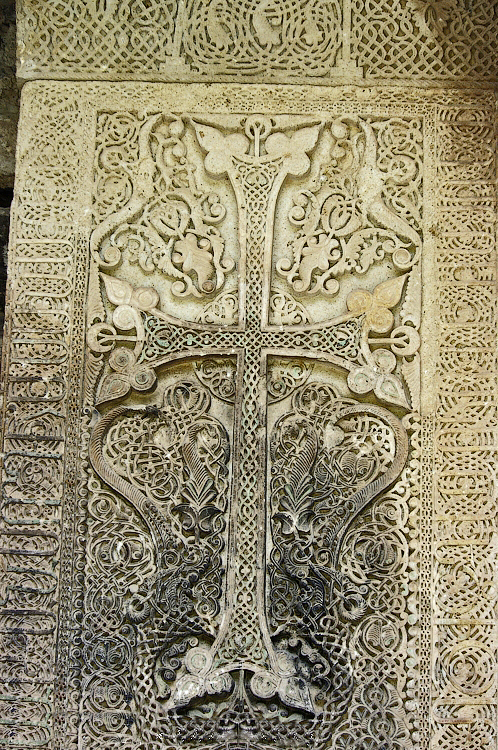
細緻的亞美尼亞十字架石
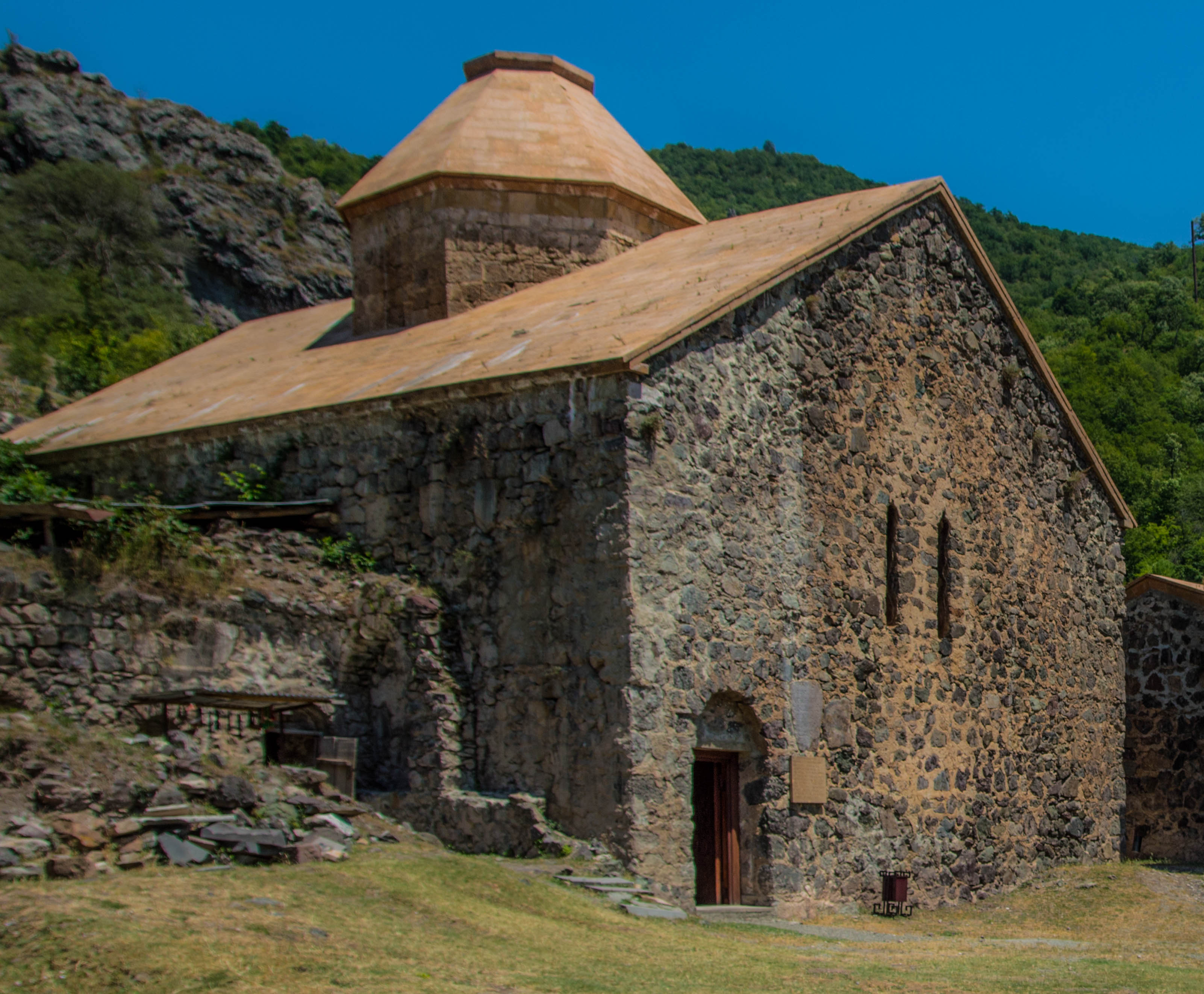
修道院內的其中一所教堂
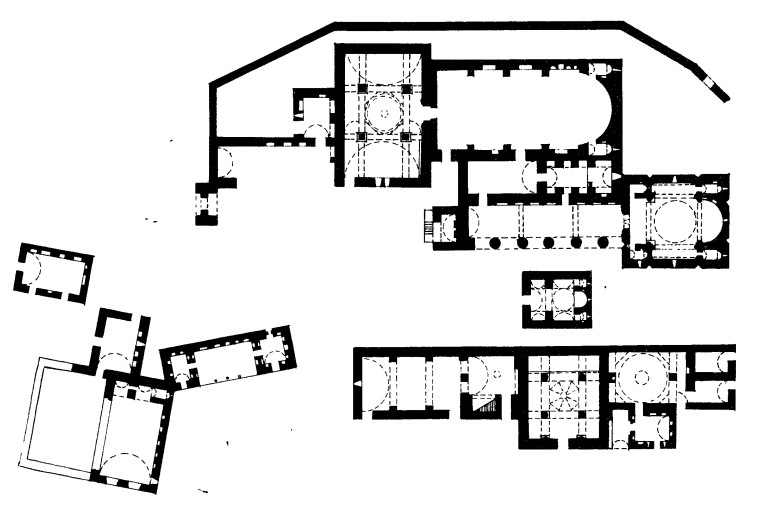
修道院建築群的總體平面圖